# مرا با نامت صدا کن (کتاب)
«مرا با نامت صدا کن» (انگلیسی: Call Me by Your Name) یک کتاب از آندره اسیمن است که توسط فرار اشتراوس و ژیرو در سال ۲۰۰۷ منتشر شد و در مورد یک رابطه رمانتیک بین پسر ۱۷ ساله کنجکاو و با معلومات ایتالیایی و یک دانشور ۲۴ ساله آمریکایی است. اتفاقات این کتاب در دهه ۱۹۸۰ ایتالیا به وقع می‌پیوندد. از روی این کتاب فیلمی به همین نام ساخته شده‌است.

## داستان
الیو پرلمن ۱۷ساله، یک پسر ایتالیایی/آمریکایی یهود است که در ۱۹۸۳ در یک محله روستایی در شمال ایتالیا با والدینش زندگی می‌کند. الیو بیشتر وقتش را کتاب می‌خواند. پدر الیو، سموئل پرلمن یک استاد باستان‌شناسی است و تابستان هر سال از یکی از دانشجویان دکترا دعوت می‌کند در ازای شش هفته اقامت رایگان و نوشتن مقاله‌های دکترای خود، به کارهای دانشگاهی پرلمن کمک کند. امسال این مهمان اُلیور ۲۴ ساله است. الیو دوستدار کتاب و نابغه ای در موسیقی است. برعکس او، الیور پسری با اعتماد به نفس بالا بوده و شخصیتی کاملاً متضاد با الیو دارد. از ابتدای ورود اُلیور، الیو به حضور او حساس شده و توجه او به اُلیور جلب می‌شود.